# Équipe des Comores féminine de football
Cet article traite de l'équipe féminine. Pour l'équipe masculine, voir Équipe des Comores de football.
Maillots
L'équipe des Comores féminine de football est une sélection des meilleures joueuses comoriennes représentant le pays lors des compétitions régionales, continentales et internationales sous l'égide de la Fédération des Comores de football.

## Histoire
Le premier match officiel des Comores est une rencontre face au Mozambique le 28 octobre 2006 à Maputo pour le compte des qualifications pour les Jeux olympiques d'été de 2008. Les Comoriennes s'inclinent sur le score de 7 buts à 2.
La sélection remporte le tournoi féminin de l'UFFOI en 2018, en remportant son premier match contre Maurice sur le score de 3-0, et battant l'équipe de la région autonome de Rodrigues sur le score de 6-0.
Les Comoriennes participent ensuite au Championnat féminin du COSAFA en 2019 et en 2020, et sont à chaque fois éliminées en phase de groupes. Elles déclarent néanmoins forfaits pour l'édition 2021. Elles ne dépassent pas la phase de groupes des éditions 2022, 2023 et 2024.

## Rencontres
Le tableau suivant recense les rencontres de l'équipe des Comores féminine de football, les rencontres reconnues par la FIFA étant numérotées. Le nombre de buts marqués par l'équipe des Comores est indiqué en premier dans le score.
| Match | Date             | Adversaire         | Score | Lieu                           | Compétition                                                           | Buteuses                                              |
| ----- | ---------------- | ------------------ | ----- | ------------------------------ | --------------------------------------------------------------------- | ----------------------------------------------------- |
| 1     | 28 octobre 2006  | Mozambique         | 2-7   | Maputo, Mozambique             | Tour préliminaire des éliminatoires des Jeux olympiques d'été de 2008 |                                                       |
| 2     | 23 mai 2014      | Afrique du Sud     | 0-13  | Mitsamiouli, Comores           | Deuxième tour des éliminatoires du Championnat d'Afrique 2014         |                                                       |
| 3     | 5 décembre 2016  | Madagascar         | 0-4   | Mahajanga, Madagascar          | Amical                                                                |                                                       |
| 4     | 8 décembre 2016  | Madagascar         | 0-4   | Mahajanga, Madagascar          | Amical                                                                |                                                       |
| 5     | 26 novembre 2017 | Guinée équatoriale | 0-4   | Malabo, Guinée équatoriale     | Amical                                                                |                                                       |
| 6     | 17 décembre 2018 | Maurice            | 3-0   | Quatre Bornes, Maurice         | Tournoi féminin de l'UFFOI                                            | Attoumane 41e (pen.), Abdourahmane 77e, Hadhirami 80e |
| -     | 19 décembre 2018 | Rodrigues          | 6-0   | Quatre Bornes, Maurice         | Tournoi féminin de l'UFFOI                                            | Abdourahmane 2e ? , Mohamed ? , Attoumane ?           |
| 7     | 31 juillet 2019  | Afrique du Sud     | 0-17  | Ibhayi, Afrique du Sud         | Phase de groupes du Championnat féminin du COSAFA 2019                |                                                       |
| 8     | 2 août 2019      | Madagascar         | 1-5   | Ibhayi, Afrique du Sud         | Phase de groupes du Championnat féminin du COSAFA 2019                | Mari 41e                                              |
| 9     | 5 août 2019      | Malawi             | 0-13  | Port Elizabeth, Afrique du Sud | Phase de groupes du Championnat féminin du COSAFA 2019                |                                                       |
| 10    | 3 novembre 2020  | Eswatini           | 2-4   | Port Elizabeth, Afrique du Sud | Phase de groupes du Championnat féminin du COSAFA 2020                | Abdourahmane 18e, Hadhirami 53e                       |
| 11    | 6 novembre 2020  | Angola             | 1-1   | Port Elizabeth, Afrique du Sud | Phase de groupes du Championnat féminin du COSAFA 2020                | Haoudadji 83e                                         |
| 12    | 9 novembre 2020  | Afrique du Sud     | 0-7   | Port Elizabeth, Afrique du Sud | Phase de groupes du Championnat féminin du COSAFA 2020                |                                                       |
| 13    | 2 septembre 2022 | Tanzanie           | 0-3   | Port Elizabeth, Afrique du Sud | Phase de groupes du Championnat féminin du COSAFA 2022                |                                                       |
| 14    | 5 septembre 2022 | Malawi             | 0-6   | Port Elizabeth, Afrique du Sud | Phase de groupes du Championnat féminin du COSAFA 2022                |                                                       |
| 15    | 7 septembre 2022 | Botswana           | 0-6   | Port Elizabeth, Afrique du Sud | Phase de groupes du Championnat féminin du COSAFA 2022                |                                                       |
| 16    | 11 janvier 2023  | Pakistan           | 0-1   | Khobar, Arabie saoudite        | Phase de groupes du Women's International Friendly Tournament 2023    |                                                       |
| 17    | 15 janvier 2023  | Arabie saoudite    | 0-2   | Khobar, Arabie saoudite        | Phase de groupes du Women's International Friendly Tournament 2023    |                                                       |
| 18    | 19 janvier 2023  | Maurice            | 2-1   | Khobar, Arabie saoudite        | Phase de groupes du Women's International Friendly Tournament 2023    | Hadhirami 19e 31e                                     |
| 19    | 5 octobre 2023   | Angola             | 0-5   | Pretoria, Afrique du Sud       | Phase de groupes du Championnat féminin du COSAFA 2023                |                                                       |
| 20    | 8 octobre 2023   | Mozambique         | 1-3   | Johannesbourg, Afrique du Sud  | Phase de groupes du Championnat féminin du COSAFA 2023                | Hadhirami 4e                                          |
| 21    | 10 octobre 2023  | Zambie             | 1-5   | Johannesbourg, Afrique du Sud  | Phase de groupes du Championnat féminin du COSAFA 2023                | Mohamed Ahamadi 42e                                   |
| 22    | 27 octobre 2024  | Angola             | 1-3   | Port Elizabeth, Afrique du Sud | Phase de groupes du Championnat féminin du COSAFA 2024                | Chanfi 2e, Ahamada 26e, Saïd 49e                      |
| 23    | 29 octobre 2024  | Zambie             | 0-7   | Port Elizabeth, Afrique du Sud | Phase de groupes du Championnat féminin du COSAFA 2024                |                                                       |

## Classement FIFA
| Année              | 2006 | 2007 | 2008 | 2009 | 2010 | 2011 | 2012 | 2013 | 2014 | 2015 | 2016 | 2017 | 2018 | 2019 | 2020 | 2021 | 2022 | 2023 | 2024 |
| ------------------ | ---- | ---- | ---- | ---- | ---- | ---- | ---- | ---- | ---- | ---- | ---- | ---- | ---- | ---- | ---- | ---- | ---- | ---- | ---- |
| Classement mondial | 140  | 150  | nc   | nc   | nc   | nc   | nc   | nc   | nc   | nc   | nc   | nc   | nc   | 152  | 139  | 171  | 182  | 186  | 188  |

## Joueuses anciennes ou actuelles
- Zaharouna Haoudadji
- Hassanati Halifa
- Wafat Mari
- Anissa Maoulida
- Ahamada Haloua
- Faiza Houmadi
- Alicia Chanfi
- Aïcha Saïd

## Sélectionneurs
- 2020 : Choudjay Mahandhi[8]
- Depuis septembre 2024 : Anissa Maoulida[9]